# Opuntia phaeacantha
Opuntia phaeacantha là một loài thực vật có hoa trong họ Cactaceae. Loài này được Engelm. mô tả khoa học đầu tiên năm 1849.

## Hình ảnh

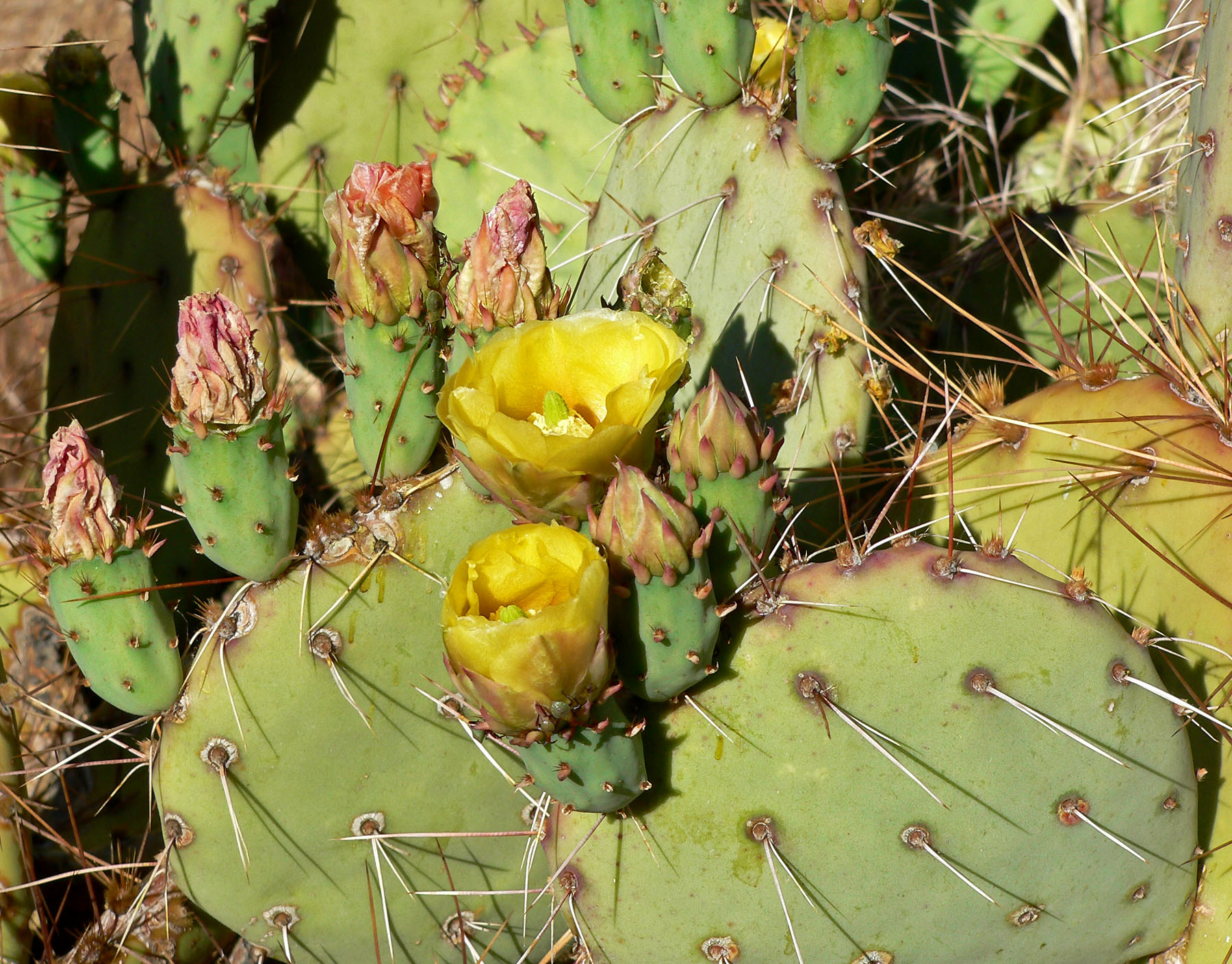
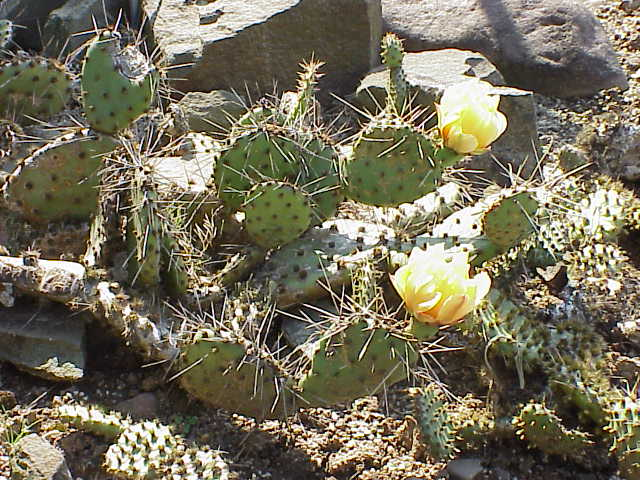
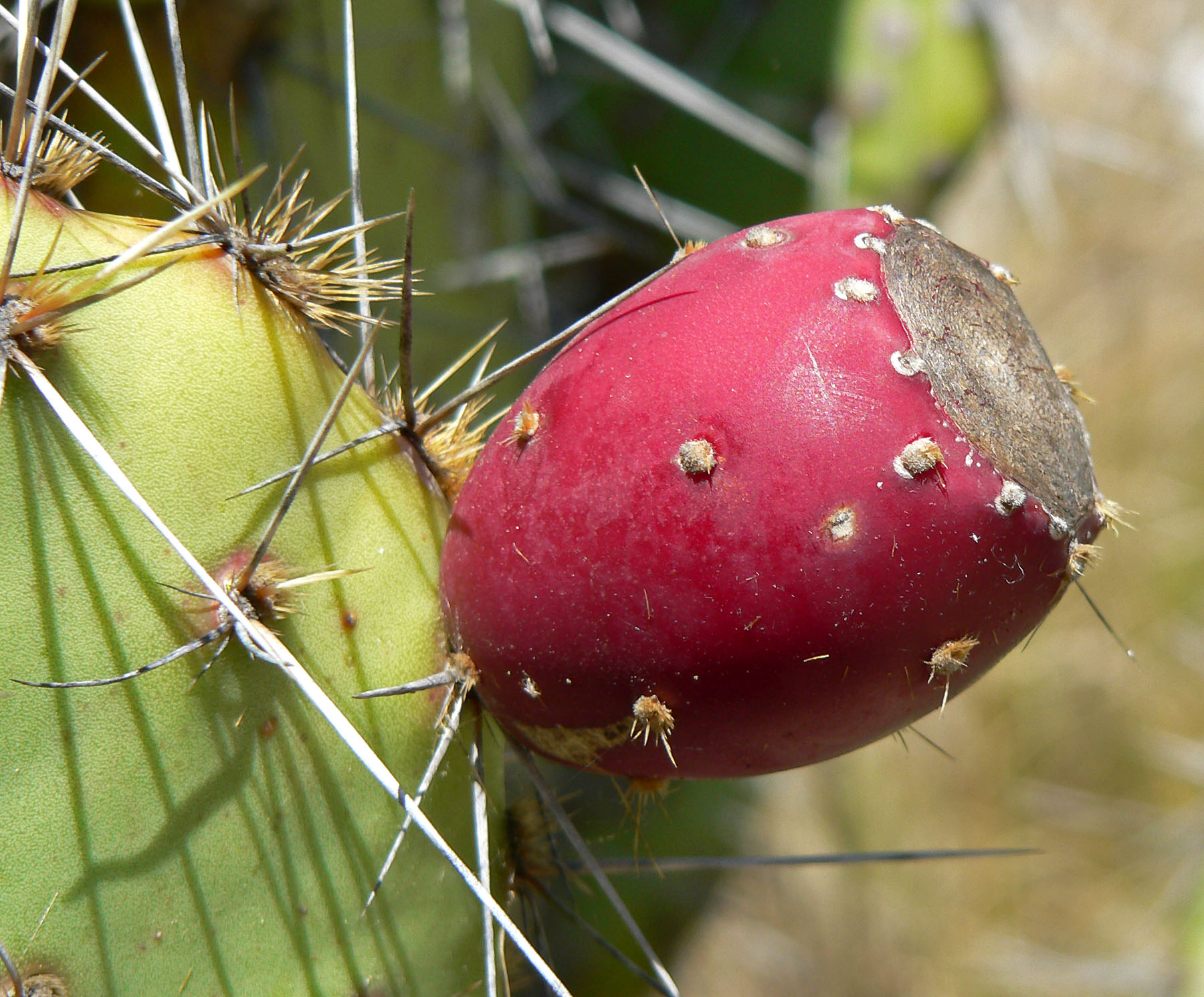
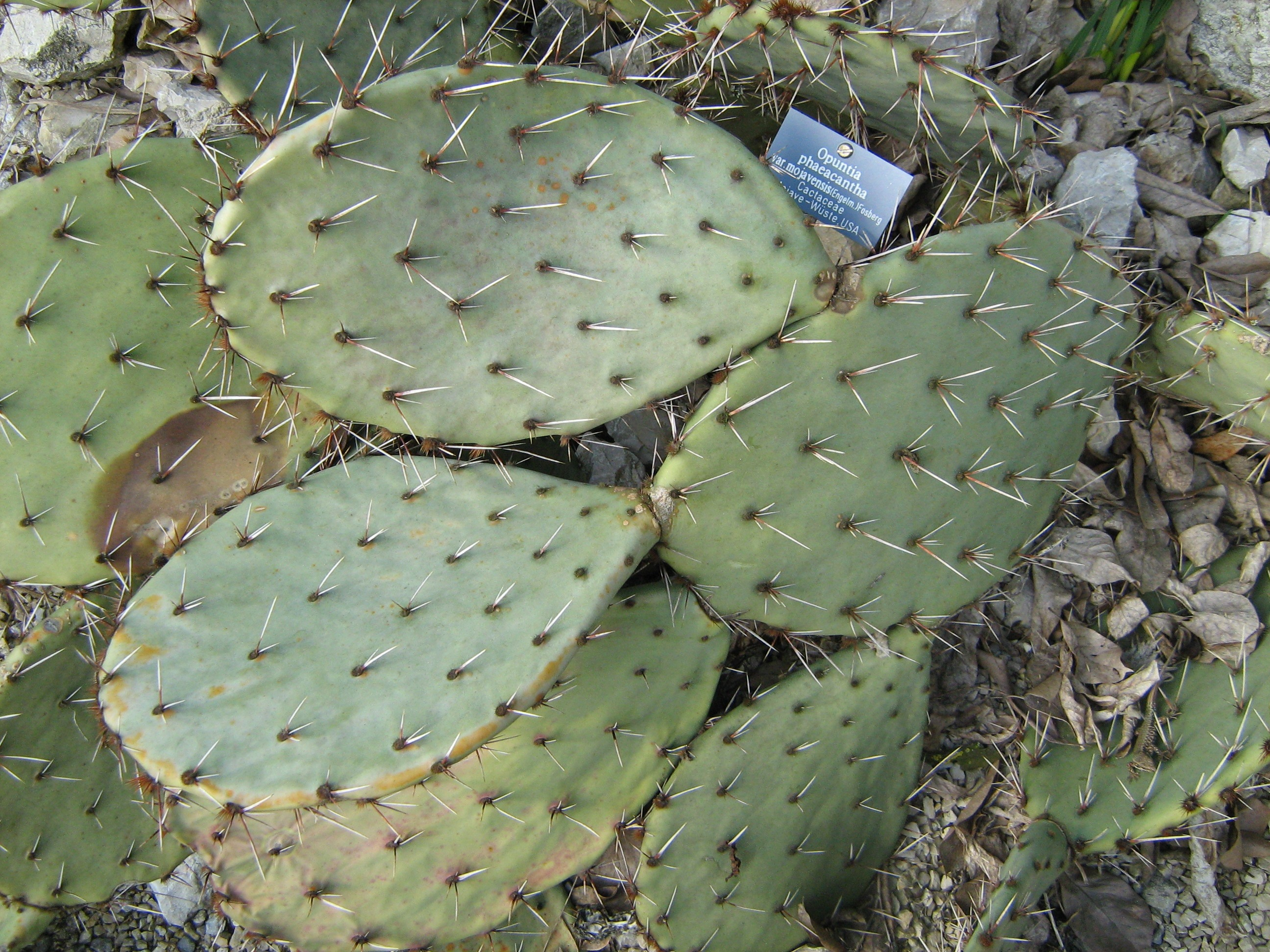